# 大宝律令
《大寶律令》，為日本飛鳥時代和奈良時代的律令，於文武天皇大宝元年（西元701年）制定，包括律六卷、令十一卷，由刑部親王、藤原不比等、粟田真人、下毛野古麻呂等人編纂。

## 概述
《大寶律令》參考唐朝律令，將日本自7世紀大化革新以來的《近江令》、《飛鳥淨御原令》等制度與法規修正補訂成完備的法典。《大寶律令》也是大化革新施行成功的重要註腳，其意義在於日本完成自7世紀初派遣遣隋使以來，100餘年以中國政治體系為藍本的政治體制轉換，成為律令國家；直到757年（天平胜宝九年、天平宝字元年）《養老律令》頒行前，《大寶律令》一直是國家基本法。

## 內容
《大寶律令》中「律」是關於刑罰的規定，相當於現在的刑法；「令」則是泛指關於官制和其他行政上的規定，相當於現在的行政法、民法、訴訟法等的綜合體。《大寶律令》的6卷《律》是直接引入唐朝律法；而11卷《令》，則以唐朝令法為藍本，根據日本社會實際情況進行了修改。
隨著《大寶律令》的頒布，天皇成為日本政治的中心人物，建立了以二官八省組織（神祇官、太政官 - 中務省・式部省・治部省・民部省・大藏省・刑部省・宫内省・兵部省）為骨幹的中央集權政治體系。並引入了強調文件格式和程序的文書主義，例如：政府機關處理的文件使用年號，加蓋印章，不接受不符合規定格式的文件。在地方政府體制方面，設立了國、郡、里三級行政區劃體制，中央政府派出的國司被賦予了很大的權力。另外在律令中也明確規範班田、租庸調等律令制度。
《大寶令》的原文已經亡佚，但一部份內容保存於《續日本紀》和《令集解》等文献，757年頒布實施的《養老律令》內容也在一定程度上繼承《大寶律令》，目前根據《養老律令》等文献進行了復原《大寶律令》的嘗試。

### 復原大寶令
以下是復原《大寶令》的一個版本，並根據《養老律令》的順序編排，但無法確定《大寶律令》的順序。
1. 官位令
2. 官員令（養老令稱為職員令）
3. 後宮官員令（養老令稱為後宮職員令）
4. 東宮家令官員令（養老令稱為東宮職員令・家令職員令）
5. 神祇令
6. 僧尼令
7. 户令
8. 田令
9. 賦役令
10. 学令
11. 選任令（養老令稱為選叙令）
12. 继嗣令
13. 考仕令（養老令稱為考課令）
14. 禄令
15. 軍防令（養老令稱為宮衛令・軍防令）
16. 儀制令
17. 衣服令
18. 公式令
19. 医疾令
20. 营繕令
21. 关市令
22. 倉庫令
23. 厩牧令
24. 假寧令
25. 喪葬令
26. 捕亡令
27. 獄令
28. 杂令

### 日本的律令
- 近江令
- 飛鳥淨御原令
- 養老律令
- 刪定律令

## 附註
1. 1 2 3 4  . コトバンク.   [2023-10-30]. （原始内容存档于2021-04-11） （日语）.
2. ↑  渡辺晃宏 『日本の歴史04 平城京と木簡の世紀』 講談社、2001年、p45。